# Harald Hedjerson
Harald Nils Hedjerson, ps. Hasse (ur. 1 kwietnia 1913 w Nacka, zm. 13 stycznia 1966 tamże) – szwedzki kombinator norweski, skoczek narciarski, biegacz narciarski i narciarz alpejski.
Pięciokrotny mistrz Szwecji w kombinacji norweskiej – zwyciężał w 1932, 1934, 1935, 1937 i 1939. W 1937 został mistrzem kraju w slalomie, jednej z konkurencji narciarstwa alpejskiego.
W 1936 wystartował na igrzyskach olimpijskich w kombinacji norweskiej, której nie ukończył.
W 1938 wystąpił na mistrzostwach świata w biegu na 18 km, skokach narciarskich i kombinacji norweskiej. W biegu zajął 79. miejsce z czasem 1:17,11 s, w skokach był 44. z notą 193,6 pkt, a w kombinacji norweskiej uplasował się na 4. pozycji z wynikiem 409,55 pkt.